# Санке (Кунео)
Санке је насеље у Италији у округу Кунео, региону Пијемонт.
Према процени из 2011. у насељу је живело 57 становника. Насеље се налази на надморској висини од 234 м.